# Константина (дочь Константина Великого)
Константи́на (лат. Constantina, также в источниках встречаются варианты лат. Constantia (Констанция) и лат. Constantiniana (Константиниана), ок. 318—319 (?) — 354) — дочь Константина I, жена его племянников Ганнибалиана Младшего и Констанция Галла.
Год рождения Константины неизвестен, предположительно — 318 или 319 гг. Она, очевидно, была старшей из детей Константина I от Фаусты. Известно, что Константин выдал её замуж за своего племянника Ганнибалиана Младшего в 335 году, когда он возвысил последнего, дав ему в управление Понт и, в 337 году, уникальный для Рима титул «царя царей» (хотя реальной власти Ганнибалиан, очевидно, не имел). После свадьбы отец дал Константине высший для женщины в Риме титул августы. Когда Ганнибалиан был убит после смерти Константина, его жена на время исчезла с исторической сцены.
Вновь упоминания о ней появляются в хрониках в связи со смутами начала 350-х годов. Узурпатор Магненций убил Константа и начал военные действия против Констанция II, однако сначала все же пытался примириться с единственным оставшимся сыном Константина Великого и просил руки его сестры, Константины, в чем ему было отказано. В то время, как сам Констанций находился на Востоке, Константина, будучи в Далмации, для противостояния Магненцию организовала провозглашение императором магистра армии Ветраниона. Ветранион, однако, попытался действовать самостоятельно, но был легко, безо всякого кровопролития, смещен Констанцием и отправлен доживать свой век частным лицом.
Константина же была выдана замуж за Констанция Галла, двоюродного брата Констанция II, которого тот назначил цезарем для защиты востока империи от персов, в то время, когда сам август отправился воевать против Магненция. Константина была заметно старше своего нового супруга, но они нашли общий язык. Известно, что от брака Галла и Константины родилась девочка, но её имя и судьба неизвестны. Последний период жизни Константины известен наиболее хорошо, благодаря «Истории» Аммиана Марцеллина, сохранившаяся часть которой как раз начинается с описания окончания правления Галла и его жены. Аммиан оставил весьма нелицеприятную характеристику Константины, при восприятии которой необходимо учитывать крайне негативное личное отношение Аммиана к ней самой самой и к её мужу.
«Его [Констанция Галла] свирепости содействовала в значительной степени супруга, чрезмерно гордившаяся тем, что она сестра императора. Раньше по воле своего отца, императора Константина, она была замужем за царем Ганнибалианом, сыном его брата. Мегера в человеческом облике, она постоянно поощряла бешенство Галла, будучи не менее жадной до человеческой крови, чем её супруг. Приобретя с течением времени опытность в злодеяниях, супруги выведывали ложные, входившие в их расчеты, слухи через действовавших тайно коварных собирателей сплетен, которые имеют дурную привычку прибавлять легкомысленные измышления к тому, что им удалось узнать. На основании такого рода материала супруги стали возбуждать против ни в чем не повинных людей клеветнические обвинения в стремлении к верховной власти и в колдовстве»

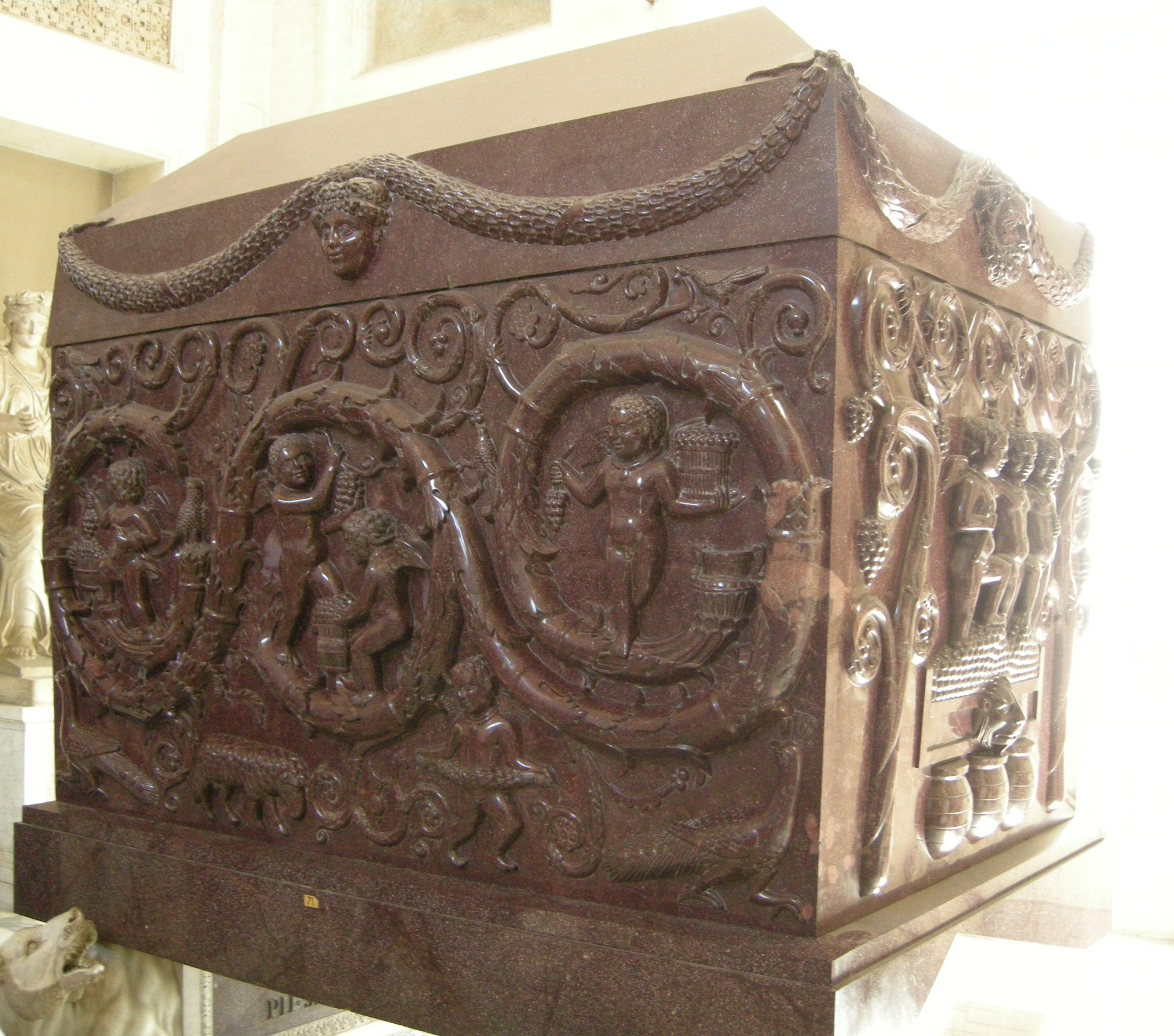
Порфировый саркофаг Константины (из мавзолея Констанции в Риме)

Констанций II, после победы над Магненцием, задумал низвергнуть своего цезаря, и стал решать, как это сделать легче (Галл был достаточно популярен в войсках, расквартированных на Востоке). Как пишет Аммиан,
«Во избежание возможности подозрений, Констанций в очень ласковом письме, наполненном множеством любезностей далеко не искренних, убеждал свою сестру, жену Галла, приехать наконец к нему, так как, мол, он очень хочет с ней повидаться. Хотя она и колебалась, опасаясь нередких у него проявлений жестокости, тем не менее в надежде, что ей удастся смягчить своего брата, отправилась в путь. Доехав до Вифинии, она умерла на станции Кен Галликанский от внезапного приступа сильной лихорадки».
Вскоре после этого и сам Галл, вызванный Констанцием на Запад, был казнен.
Константину похоронили в Риме в роскошном мавзолее возле Номентанской дороги, сохранившемся до нашего времени. В средние века он был превращен в церковь Санта-Констанца, а саму дочь Константина Великого средневековые римляне, окончательно погрязшие в невежестве и забывшие свою историю, причислили к лику святых (под именем святой Констанцы).